# Уединение (Остаться в живых)
«Уединение» (англ. Solitary) — девятая серия первого сезона американского драматического телесериала «Остаться в живых». Центральным персонажем стал Саид Джарра (актёр - Навин Эндрюс), который путешествует по острову, открывая его новые тайны, и вспоминает о своей службе в иракской армии и о встрече с подругой детства. В этой же серии впервые упоминаются «Другие» — обитатели острова, которые жили на нём задолго до катастрофы рейса 815. С этого момента термин «Другие» прочно укрепляется в сериале на всём его протяжении.

## Сюжет

### Воспоминания
Саид Джарра при помощи пыток «расколол» пленника иракской армии. Позднее ему дали задание допросить пойманную девушку, которую подозревали в причастности к террористам. Девушка сразу узнала Саида, и напомнила ему, кто она, и он тоже ее вспомнил. Оказалось, что Саид дружил с этой девушкой — Надией — в детстве. Надия отказывалась называть имена террористов, но Саид хорошо к ней относился, тайком носил ей в камеру еду.
Надия так и не заговорила, и в итоге Саиду приказали казнить её. Он вывел её из камеры, отпустил двух охранников и сказал, чтобы она бежала. В этот момент к ним пришёл командир Саида, который  понял, что Саид хочет отпустить Надию и позвал охрану, но Саид выхватил пистолет и застрелил его. Затем он приказал Надии бежать, та умоляла его пойти с ней, но он отказался, сказав, что тогда убьют его родственников. Саид выстрелил себе в бок и отдал пистолет Надии, чтобы все думали, что это она убила командира Саида и ранила его самого. Перед уходом Надия подарила Саиду фотографию с прощальными словами на обороте.

### События
Удалившись на значительное расстояние от лагеря, Саид достал фотографию Надии, а потом заметил на земле кабель. Один его конец уходил в океан, а другой — в джунгли. Следуя по кабелю через лес, Саид, обойдя одну ловушку, попал в другую и оказался подвешенным на дереве, где провисел до ночи, пока к нему не пришла таинственная женщина, но в этот момент он потерял сознание. Он очнулся в какой-то хижине, и эта женщина начала спрашивать его, где Алекс. Он ответил, что не понимает, о ком она говорит, и тогда незнакомка ударила Саида разрядом электрического тока, тот потерял сознание, вновь очнулся, и женщина продолжила допрос.
Саид продолжал уверять, что не знает никакого Алекса, и рассказал, что он — один из тех, кто выжил в авиакатастрофе. Он поведал о сигнале помощи на французском и о том, как вычислил, что он транслируется целых 16 лет. Тогда француженка, удивившись, что прошло столько лет, прекратила пытки. Однако она не отпустила Саида. На стене помещения, где он был заперт, Саид увидел куртку с надписью «Руссо» на спине и догадался, что это фамилия женщины. Руссо рассказала ему, что 16 лет назад она в составе научной экспедиции плавала на корабле по Тихому океану, но корабль напоролся на риф рядом с островом, и экспедиция Руссо поселилась на нём. Они нашли радиопередатчик, с которого она и отправила сигнал бедствия, который слышал Саид. Ещё она сказала, что на острове есть «Другие» — таинственные люди, жившие здесь до них. Она никогда не видела их, но слышала в джунглях их шёпот. Руссо сказала, что вся её группа — и её муж — заразились таинственным вирусом, и ей пришлось их всех убить. Она сказала, что её зовут Даниель Руссо, и она жила на острове в этой хижине всё это время. Саид спросил, где радиопередатчик, и Руссо сказала, что сейчас его контролируют другие. Обыскав Саида, она нашла конверт с его именем и фотографию Надии внутри. По-прежнему не доверяя Саиду, Руссо спросила, почему он бродит по лесу в одиночестве. Он объяснил, что совершил проступок, а на вопрос о Надии ответил, что она умерла. Тогда француженка поверила ему.
Тем временем Хёрли решил придумать что-нибудь, что подняло бы спасшимся настроение и отвлекло их. Лок и Итан обнаружили в лесу вещи, которые вывалились из самолёта. Кое-что, лежавшее в одном из чемоданов, заинтересовало Хёрли. Оказалось, что он нашёл клюшки для гольфа и устроил на равнине площадку для игры. Джек и Майкл с радостью восприняли это известие и отправились играть. Потом к ним присоединились и остальные.
Извинившись за пытки, Руссо попросила Саида починить музыкальную шкатулку, которая была дорога ей. Услышав рёв снаружи, она вышла. Саид воспользовался её отсутствием, развязал свои путы и, схватив лежавшие на столе карты местности и ружьё, выбрался на свободу.
Он догнал француженку, и они взяли друг друга на мушку. Саид хотел выстрелить, но обнаружил, что в его ружье нет бойка. Руссо сообщила, что Роберт тоже не заметил этого, и она застрелила его. Далее она рассказала, что Роберт был её мужем, но «заразился», и ей пришлось убить его, равно как и остальных членов их группы. Руссо, долгие годы страдавшая от одиночества, хотела, чтобы Саид остался у неё, и тогда он перевел ей слова, написанные по-арабски на обороте фотографии Надии — «ты найдешь меня если не в этой жизни, то в следующей». Он пригласил Руссо вернуться вместе с ним в лагерь, но она отказалась. Перед тем, как скрыться в лесу, она посоветовала Саиду присмотреться к его товарищам. На его последний вопрос о том, кто такой Алекс, она ответила, что так звали её ребенка. Когда Саид шёл обратно, он услышал в лесу голоса, которые что-то шептали — точно такие же, судя по её рассказу, слышала Руссо.

## Роли второго плана
- Мира Фурлан — Даниэль Руссо
- Уильям Мэйпотер — Итан Ром
- Андреа Гэбриел — Надья Джазим